# Campionati mondiali juniores di sci alpino 2014
I Campionati mondiali juniores di sci alpino 2014 si sono svolti in Slovacchia, a Jasná, dal 26 febbraio al 6 marzo. Il programma ha incluso gare di discesa libera, supergigante, slalom gigante, slalom speciale e supercombinata, tutte sia maschili sia femminili, e una gara a squadre mista. A contendersi i titoli di campioni mondiali juniores sono stati i ragazzi e le ragazze nati tra il 1994 e il 1998.

## Risultati

### Uomini

#### Discesa libera
| Pos. | Atleta                   | Nazione  | Tempo   |
| ---- | ------------------------ | -------- | ------- |
| 1    | Adrian Smiseth Sejersted | Norvegia | 1:17,31 |
| 2    | Thomas Dreßen            | Germania | 1:17,33 |
| 3    | Marco Schwarz            | Austria  | 1:17,40 |
| 4    | Urs Kryenbühl            | Svizzera | 1:17,64 |
| 5    | Clemens Nocker           | Austria  | 1:17,82 |
| 6    | Miha Hrobat              | Slovenia | 1:17,84 |
| 7    | Ola Buer Johansen        | Norvegia | 1:17,87 |
| 8    | Fredrik Bauer            | Svezia   | 1:17,88 |
| 8    | Michael Offenhauser      | Austria  | 1:17,88 |
| 10   | Max Maas                 | Germania | 1:17,90 |

Data: 2 marzo

Ore: 

Pista: 

Partenza: 1 560 m s.l.m.

Arrivo: 1 050 m s.l.m.

Lunghezza: 2 080 m

Dislivello: 510 m

Tracciatore: Randy Pelkey (Stati Uniti)

#### Supergigante
| Pos. | Atleta                   | Nazione  | Tempo   |
| ---- | ------------------------ | -------- | ------- |
| 1    | Marco Schwarz            | Austria  | 1:30,63 |
| 2    | Daniel Danklmaier        | Austria  | 1:30,67 |
| 3    | Matteo De Vettori        | Italia   | 1:30,79 |
| 4    | Michael Offenhauser      | Austria  | 1:30,92 |
| 5    | Clemens Nocker           | Austria  | 1:30,93 |
| 6    | Adrian Smiseth Sejersted | Norvegia | 1:30,97 |
| 7    | Ola Buer Johansen        | Norvegia | 1:31,18 |
| 8    | Loïc Meillard            | Svizzera | 1:31,37 |
| 9    | Henri Battilani          | Italia   | 1:30,43 |
| 10   | Marcus Monsen            | Norvegia | 1:31,45 |

Data: 26 febbraio

Ore: 

Pista: 

Partenza: 1 560 m s.l.m.

Arrivo: 1 050 m s.l.m.

Lunghezza: 2 080 m

Dislivello: 510 m

Tracciatore: Christian Perner (Austria)

#### Slalom gigante
| Pos. | Atleta                   | Nazione     | Tempo   |
| ---- | ------------------------ | ----------- | ------- |
| 1    | Henrik Kristoffersen     | Norvegia    | 2:03,14 |
| 2    | Marcus Monsen            | Norvegia    | 2:04,17 |
| 3    | Rasmus Windingstad       | Norvegia    | 2:04,34 |
| 4    | Thomas Dreßen            | Germania    | 2:06,19 |
| 5    | Luca Aerni               | Svizzera    | 2:06,23 |
| 6    | Jonas Fabre              | Francia     | 2:06,56 |
| 7    | Sebastian Holzmann       | Germania    | 2:06,66 |
| 8    | Adrian Smiseth Sejersted | Norvegia    | 2:06,74 |
| 9    | Michael Matt             | Austria     | 2:06,82 |
| 10   | Jack Gower               | Regno Unito | 2:06,83 |

Data: 4 marzo

1ª manche:

Ore: 

Pista: 

Partenza: 1 599 m s.l.m.

Arrivo: 1 229 m s.l.m.

Dislivello: 370 m

Tracciatore: Didier Mollier (Francia)

2ª manche:

Ore: 

Pista: 

Partenza: 1 599 m s.l.m.

Arrivo: 1 229 m s.l.m.

Dislivello: 370 m

Tracciatore: Arthur Koot (Norvegia)

#### Slalom speciale
| Pos. | Atleta               | Nazione   | Tempo   |
| ---- | -------------------- | --------- | ------- |
| 1    | Henrik Kristoffersen | Norvegia  | 1:37,21 |
| 2    | Luca Aerni           | Svizzera  | 1:37,30 |
| 3    | Daniel Yule          | Svizzera  | 1:38,46 |
| 4    | David Ketterer       | Germania  | 1:39,19 |
| 5    | Marcus Monsen        | Norvegia  | 1:39,20 |
| 6    | Jens Henttinen       | Finlandia | 1:39,23 |
| 6    | Istok Rodeš          | Croazia   | 1:39,23 |
| 8    | Tommaso Sala         | Italia    | 1:40,06 |
| 9    | Rasmus Windingstad   | Norvegia  | 1:40,21 |
| 10   | Michał Jasiczek      | Polonia   | 1:40,30 |

Data: 5 marzo

1ª manche:

Ore: 

Pista: 

Partenza: 1 400 m s.l.m.

Arrivo: 1 229 m s.l.m.

Dislivello: 180 m

Tracciatore: Goran Vidović (Croazia)

2ª manche:

Ore: 

Pista: 

Partenza: 1 400 m s.l.m.

Arrivo: 1 229 m s.l.m.

Dislivello: 180 m

Tracciatore: Janne Härala (Finlandia)

#### Supercombinata
| Pos. | Atleta                   | Nazione  | Tempo   |
| ---- | ------------------------ | -------- | ------- |
| 1    | Matteo De Vettori        | Italia   | 2:21,69 |
| 2    | Adrian Smiseth Sejersted | Norvegia | 2:21,74 |
| 3    | Marcus Monsen            | Norvegia | 2:21,78 |
| 4    | Ola Buer Johansen        | Norvegia | 2:22,03 |
| 5    | Hannes Zingerle          | Italia   | 2:22,13 |
| 6    | Emanuele Buzzi           | Italia   | 2:22,19 |
| 7    | Rasmus Windingstad       | Norvegia | 2:22,33 |
| 8    | Thibaut Favrot           | Francia  | 2:22,48 |
| 8    | Michael Matt             | Austria  | 2:22,48 |
| 10   | Nils Allègre             | Francia  | 2:22,59 |
| 10   | Luca Riorda              | Italia   | 2:22,59 |

Data: 26 febbraio

1ª manche:

Ore: 

Pista: 

Partenza: 

Arrivo: 

Dislivello: 

Tracciatore: Christian Perner (Austria)

2ª manche:

Ore: 

Pista: 

Partenza: 1 250 m s.l.m.

Arrivo: 1 046 m s.l.m.

Dislivello: 204 m

Tracciatore: Kip Harrington (Canada)

### Donne

#### Discesa libera
| Pos. | Atleta                 | Nazione  | Tempo   |
| ---- | ---------------------- | -------- | ------- |
| 1    | Corinne Suter          | Svizzera | 1:24,19 |
| 2    | Nora Grieg Christensen | Norvegia | 1:24,96 |
| 3    | Kerstin Nicolussi      | Austria  | 1:25,50 |
| 4    | Jasmine Flury          | Svizzera | 1:25,52 |
| 5    | Stephanie Venier       | Austria  | 1:25,67 |
| 6    | Lisa Blomqvist         | Svezia   | 1:25,70 |
| 7    | Ann-Katrin Magg        | Germania | 1:25,73 |
| 8    | Mina Fürst Holtmann    | Norvegia | 1:25,79 |
| 9    | Rosina Schneeberger    | Austria  | 1:25,95 |
| 10   | Marina Wallner         | Germania | 1:26,13 |

Data: 5 marzo

Ore: 

Pista: 

Partenza: 1 560 m s.l.m.

Arrivo: 1 050 m s.l.m.

Lunghezza: 2 080 m

Dislivello: 510 m

Tracciatore: Thomas Trinker (Austria)

#### Supergigante
| Pos. | Atleta              | Nazione     | Tempo   |
| ---- | ------------------- | ----------- | ------- |
| 1    | Corinne Suter       | Svizzera    | 1:14,71 |
| 2    | Stephanie Venier    | Austria     | 1:15,18 |
| 3    | Rosina Schneeberger | Austria     | 1:15,52 |
| 4    | Elisabeth Kappaurer | Austria     | 1:15,75 |
| 5    | Katie Ryan          | Stati Uniti | 1:15,76 |
| 6    | Jasmine Flury       | Svizzera    | 1:15,84 |
| 7    | Estelle Alphand     | Francia     | 1:15,88 |
| 8    | Katharine Irwin     | Stati Uniti | 1:15,94 |
| 8    | Ann-Katrin Magg     | Germania    | 1:15,94 |
| 10   | Lisa-Maria Reiss    | Austria     | 1:15,98 |

Data: 3 marzo

Ore: 

Pista: 

Partenza: 1 510 m s.l.m.

Arrivo: 1 050 m s.l.m.

Lunghezza: 1 680 m

Dislivello: 460 m

Tracciatore: Ulisse Delea (Svizzera)

#### Slalom gigante
| Pos. | Atleta               | Nazione     | Tempo   |
| ---- | -------------------- | ----------- | ------- |
| 1    | Marta Bassino        | Italia      | 1:52,86 |
| 2    | Karoline Pichler     | Italia      | 1:53,13 |
| 3    | Rosina Schneeberger  | Austria     | 1:54,59 |
| 4    | Elisabeth Kappaurer  | Austria     | 1:54,88 |
| 5    | Jasmina Suter        | Svizzera    | 1:55,27 |
| 6    | Paula Moltzan        | Stati Uniti | 1:55,44 |
| 7    | Candace Crawford     | Canada      | 1:55,64 |
| 8    | Magdalena Fjällström | Svezia      | 1:55,65 |
| 9    | Simone Wild          | Svizzera    | 1:55,98 |
| 10   | Patrizia Dorsch      | Germania    | 1:55,99 |

Data: 27 febbraio

1ª manche:

Ore: 

Pista: 

Partenza: 1 599 m s.l.m.

Arrivo: 1 229 m s.l.m.

Dislivello: 370 m

Tracciatore: Roberto Lorenzi (Italia)

2ª manche:

Ore: 

Pista: 

Partenza: 1 599 m s.l.m.

Arrivo: 1 229 m s.l.m.

Dislivello: 370 m

Tracciatore: Radovan Pauláth (Repubblica Ceca)

#### Slalom speciale
| Pos. | Atleta               | Nazione     | Tempo   |
| ---- | -------------------- | ----------- | ------- |
| 1    | Petra Vlhová         | Slovacchia  | 1:36,09 |
| 2    | Charlotta Säfvenberg | Svezia      | 1:36,26 |
| 3    | Marina Wallner       | Germania    | 1:36,68 |
| 4    | Paula Moltzan        | Stati Uniti | 1:37,17 |
| 5    | Elisabeth Kappaurer  | Austria     | 1:37,52 |
| 6    | Lila Lapanja         | Stati Uniti | 1:37,84 |
| 7    | Rahel Kopp           | Svizzera    | 1:38,53 |
| 8    | Hannah Köck          | Austria     | 1:38,56 |
| 9    | Eli Plut             | Slovenia    | 1:38,71 |
| 9    | Rosina Schneeberger  | Austria     | 1:38,71 |

Data: 28 febbraio

1ª manche:

Ore: 

Pista: 

Partenza: 1 400 m s.l.m.

Arrivo: 1 229 m s.l.m.

Dislivello: 180 m

Tracciatore: Tobias Lux (Germania)

2ª manche:

Ore: 

Pista: 

Partenza: 1 400 m s.l.m.

Arrivo: 1 229 m s.l.m.

Dislivello: 180 m

Tracciatore: Matias Eriksson (Svezia)

#### Supercombinata
| Pos. | Atleta              | Nazione  | Tempo   |
| ---- | ------------------- | -------- | ------- |
| 1    | Elisabeth Kappaurer | Austria  | 2:11,34 |
| 2    | Lisa Blomqvist      | Svezia   | 2:11,37 |
| 3    | Marina Wallner      | Germania | 2:11,38 |
| 4    | Rosina Schneeberger | Austria  | 2:11,57 |
| 5    | Michelle Gisin      | Svizzera | 2:11,99 |
| 6    | Rahel Kopp          | Svizzera | 2:12,01 |
| 7    | Ann-Katrin Magg     | Germania | 2:12,15 |
| 8    | Ana Bucik           | Slovenia | 2:12,18 |
| 9    | Marlene Schmotz     | Germania | 2:12,63 |
| 10   | Estelle Alphand     | Francia  | 2:12,96 |

Data: 3 marzo

1ª manche:

Ore: 

Pista: 

Partenza: 

Arrivo: 

Dislivello: 

Tracciatore: Ulisse Delea (Svizzera)

2ª manche:

Ore: 

Pista: 

Partenza: 1 250 m s.l.m.

Arrivo: 1 046 m s.l.m.

Dislivello: 204 m

Tracciatore: Juraj Gantne (Slovacchia)

### Misto

#### Gara a squadre
| Pos. | Nazione  | Atleti                                                                   |
| ---- | -------- | ------------------------------------------------------------------------ |
| 1    | Svezia   | Lisa Blomqvist Magdalena Fjällström Gustav Lundbäck Max-Gordon Sundquist |
| 2    | Svizzera | Luca Aerni Rahel Kopp Bernhard Niederberger Corinne Suter                |
| 3    | Germania | Patrizia Dorsch Sebastian Holzmann David Ketterer Marina Wallner         |

Data: 2 marzo

Ore: 

Pista: 

Partenza: 

Arrivo: 

Dislivello: 

Tracciatore: 

## Medagliere per nazioni
| Pos.   | Nazione    | Oro | Argento | Bronzo | Totale |
| ------ | ---------- | --- | ------- | ------ | ------ |
| 1      | Norvegia   | 3   | 3       | 2      | 8      |
| 2      | Austria    | 2   | 2       | 4      | 8      |
| 3      | Svizzera   | 2   | 2       | 1      | 5      |
| 4      | Italia     | 2   | 1       | 1      | 4      |
| 5      | Svezia     | 1   | 2       | 0      | 3      |
| 6      | Slovacchia | 1   | 0       | 0      | 1      |
| 7      | Germania   | 0   | 1       | 3      | 4      |
| Totale | Totale     | 11  | 11      | 11     | 33     |